# Louis Compain
Pour les articles homonymes, voir Compain.
Louis Compain (dit aussi Compain-Despierrières) est un acteur et chanteur français né à Toury le 14 avril 1733 et mort à Janville le 17 janvier 1789.

## Biographie
Il fut notamment codirecteur du Théâtre de la Monnaie à Bruxelles de 1772 à 1776, où il avait débuté en 1757. Il joua également à Marseille (1759), Bordeaux (1760), La Haye (1768), Metz (1778), Toulouse (1779), Nîmes (1786) et Nantes (1790).